# Mozes en Aäronkerk

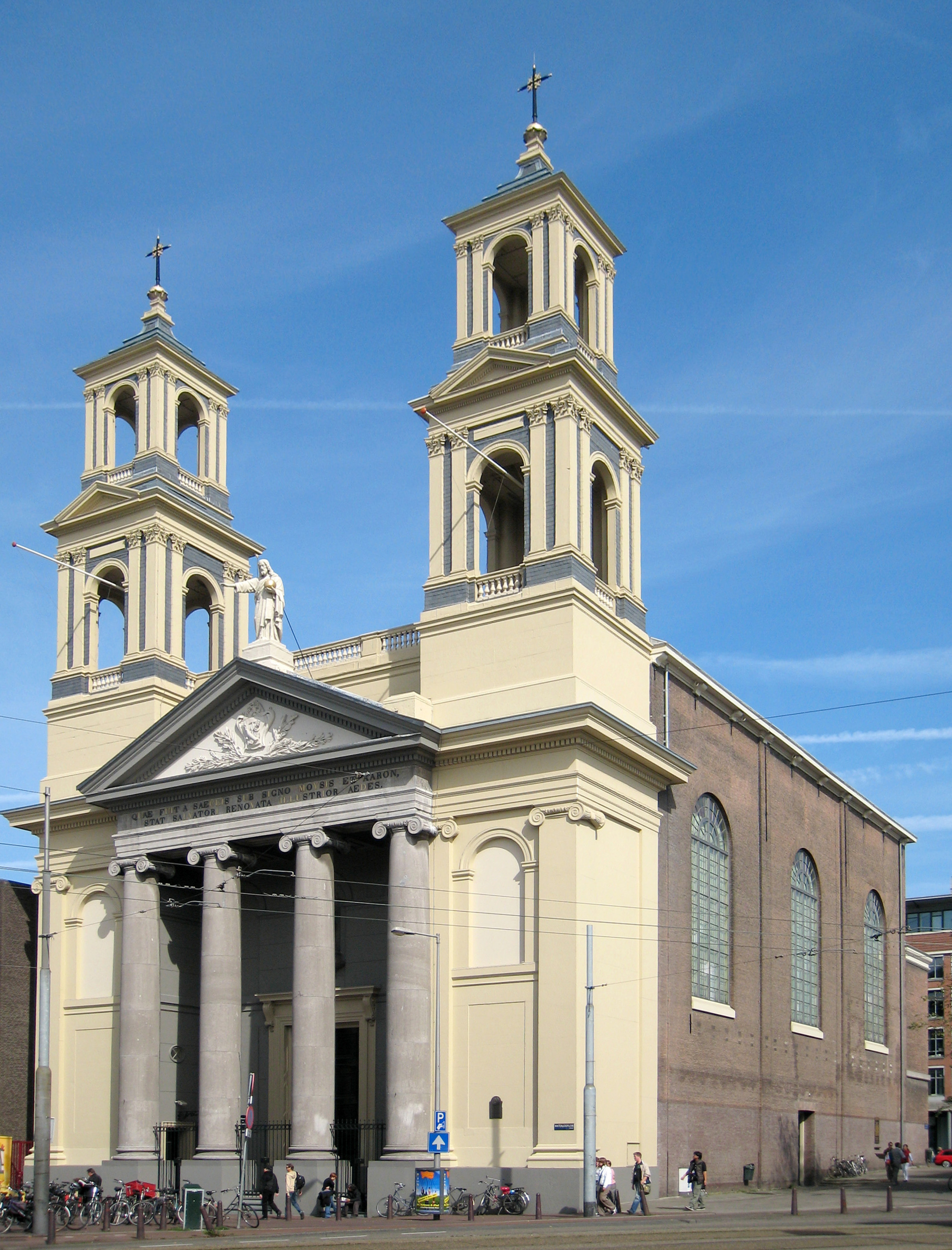
Mozes en Aäronkerk

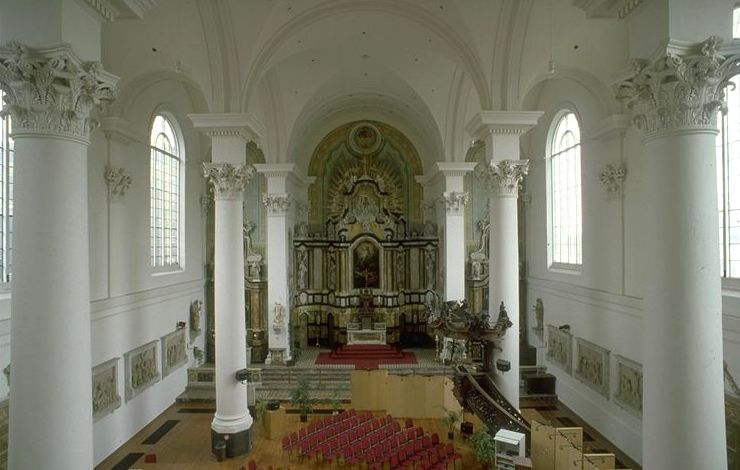
Inneres

Die Mozes en Aäronkerk (Mose-und-Aaron-Kirche; offiziell St.-Antonius-Kirche) ist eine römisch-katholische Kirche am Waterlooplein in Amsterdam, die heute überwiegend als Veranstaltungszentrum genutzt wird.

## Geschichte
In den ersten Jahrhunderten nach der Reformation war öffentlicher römisch-katholischer Gottesdienst in Amsterdam verboten. Seit 1649 hielten Franziskaner (OFM) in einem zur Hauskirche umgebauten Bürgerhaus die hl. Messe; bald wurde auch das Nachbarhaus einbezogen. Dieses Häuserpaar hieß nach dem alttestamentlichen Brüderpaar Moyses en Aäron; der Name ging auf die Hauskirche und ihre Nachfolgebauten über und verdrängte im Volksmund das Antonius-Patrozinium.
Die Hauskirche wurde im 17. und 18. Jahrhundert erweitert und architektonisch aufgewertet, blieb aber turmlos und hinter den beiden Häusergiebeln versteckt. Erst als um die Wende zum 19. Jahrhundert die Beschränkungen des katholischen Kultus aufgehoben wurden, planten die Franziskaner einen repräsentativen Neubau an gleicher Stelle, der von 1837 bis 1841 als Waterstaatskirche nach einem Entwurf von Tieleman Franciscus Suys verwirklicht werden konnte.

## Bauwerk
Die Kirche ist eine klassizistische dreischiffige Hallenkirche mit eingezogenem rechteckigen Chor. Dem Backsteinbau ist eine Portalfront aus hellem Werkstein nach dem Vorbild eines antiken Tempels vorgesetzt, deren First eine Statue des segnenden Christus trägt; zu beiden Seiten stehen zwei zweigeschossige Laternentürme. Auch der Chor ist außen mit einem antikisierenden hellen Giebel verkleidet.

## Ausstattung
Das ganz in weiß gehaltene Innere wird von einem großen Barockaltar beherrscht, der noch aus dem Vorgängerbau stammt.

## Orgel
Die Orgel wurde 1871 von den Gebrüdern Adema (Leeuwarden) im Jahre 1871 erbaut. Einige Pfeifen wurden dabei von der Orgelbaufirma Cavaillé Coll geliefert. Das Instrument wurde zuletzt in den Jahren 1993 und 1994 durch die Orgelbaufirma Flentrop restauriert. Das Instrument hat 48 Register auf drei Manualen und Pedal. Jedes einzelne Werk ist unterteilt in Grundstimmen und Kombinationsregister.
| I Hauptwerk C–g3 |                      |        |
| 1.               | Principal            | 16′    |
| 2.               | Gedeckt              | 16′    |
| 3.               | Principal            | 8′     |
| 4.               | Portunal             | 8′     |
| 5.               | Gedeckt              | 8′     |
| 6.               | Quinte               | 5 1⁄3′ |
| 7.               | Principal            | 4′     |
| 8.               | Principal            | 2′     |
|                  | Kombinationsregister |        |
| 9.               | Diapason             | 8′     |
| 10.              | Diapason             | 4′     |
| 11.              | Mixtur IV-VII        |        |
| 12.              | Kornet III-V         |        |
| 13.              | Ripieno II           |        |
| 14.              | Bariton              | 16′    |
| 15.              | Trompet              | 8′     |
| 16.              | Trompet              | 4′     |

| II Schwellwerk C–g3 |                      |        |
| 17.                 | Quintatön            | 16′    |
| 18.                 | Violoncello          | 8′     |
| 19.                 | Vox coelestis        | 8′     |
| 20.                 | Fluit                | 8′     |
| 21.                 | Dwarsfluit           | 4′     |
|                     | Kombinationsregister |        |
| 22.                 | Quintflöte           | 2 ⁄3′  |
| 23.                 | Piccolo              | 2′     |
| 24.                 | Terz                 | 1 3⁄5′ |
| 25.                 | Trompet              | 8′     |
| 26.                 | Vox Humana           | 8′     |
|                     | Tremulant            |        |

| III Schwell-Positiv C–g3 |                      |     |
| 27.                      | Violon               | 16′ |
| 28.                      | Salicional           | 8′  |
| 29.                      | Violon               | 8′  |
| 30.                      | Gedeckt              | 8′  |
| 31.                      | Violon               | 4′  |
| 32.                      | Gedeckt              | 4′  |
|                          | Kombinationsregister |     |
| 33.                      | Kwint-Viool          | 3′  |
| 34.                      | Viool                | 2′  |
| 35.                      | Mixtuur II-VI        |     |
| 36.                      | Fagot                | 16′ |
| 37.                      | Fagot-Hobo           | 8′  |

| Pedal C–f1 |                      |         |
| 38.        | Subbass              | 32′     |
| 39.        | Openbass             | 16′     |
| 40.        | Contrabass           | 16′     |
| 41.        | Gedeckt              | 16′     |
| 42.        | Openbass             | 8′      |
| 43.        | Violoncello          | 8′      |
| 44.        | Quintbass            | 10 2⁄3′ |
|            | Kombinationsregister |         |
| 45.        | Offenbass            | 4′      |
| 46.        | Bazuin               | 16′     |
| 47.        | Trompet              | 8′      |
| 48.        | Trompet              | 4′      |

## Chronogramm
Auf dem Architrav des Portalgiebels steht ein lateinisches Chronogramm auf die Jahreszahl 1839:
QUAE FUIT A SAECLIS SUB SIGNO MOYSIS ET AARON
STAT SALVATORI RENOVATA ILLUSTRIOR AEDES.
„Das Gebäude, das seit Jahrhunderten unter dem Zeichen Moses’ und Aarons war,
steht, für den Heiland erneuert, glanzvoller da.“